# Pierre le Beau
Pierre le Beau (ur. 8 marca 1986 w Karl-Marx-Stadt) – niemiecki piłkarz występujący na pozycji prawego obrońcy. Obecnie gra w ZFC Meuselwitz
Pierre le Beau treningi piłkarskie rozpoczynał z klubie ze swojego rodzinnego miasta Chemnitzer FC. W wieku niespełna 14 lat został dostrzeżony przez skautów Erzgebirge Aue i włączony do sektora młodzieżowego tegoż klubu.
Od 2005 roku znajdował się w seniorskiej drużynie rezerw Erzgebirge, w której to występował do 2009 roku. Od 2008 mieści się w kadrze pierwszego zespołu. W 2010 roku awansował z drużyną do 2. Bundesligi, w której to le Beau wraz z kolegami uplasował się na piątej pozycji.
W kolejnym sezonie gracze z Aue uplasowali się dopiero na piętnastej pozycji. Latem 2012 le Beau powrócił do Chemnitzer FC. Następnie grał w SSV Markranstädt i ZFC Meuselwitz.
| Sezon     | Klub             | Kraj   | Rozgrywki     | Mecze | Bramki |
| --------- | ---------------- | ------ | ------------- | ----- | ------ |
| 2008/2009 | Erzgebirge Aue   | Niemcy | 3. Liga       | 8     | 0      |
| 2009/2010 | Erzgebirge Aue   | Niemcy | 3. Liga       | 34    | 1      |
| 2010/2011 | Erzgebirge Aue   | Niemcy | 2. Bundesliga | 29    | 1      |
| 2011/2012 | Erzgebirge Aue   | Niemcy | 2. Bundesliga | 24    | 0      |
| 2012/2013 | Chemnitzer FC    | Niemcy | 3. Liga       | 21    | 1      |
| 2013/2014 | Chemnitzer FC    | Niemcy | 3. Liga       | 6     | 0      |
| 2014/2015 | SSV Markranstädt | Niemcy | Oberliga      | 28    | 4      |
| 2015/2016 | ZFC Meuselwitz   | Niemcy | Regionalliga  | 34    | 1      |
| 2016/2017 | ZFC Meuselwitz   | Niemcy | Regionalliga  | 18    | 0      |

Stan na 7 lutego 2017.